# Mystery Girl
Pour la série télévisée, voir Mystery Girls.
Albums de Roy Orbison
In Dreams: The Greatest Hits
(1987) A Black & White Night Live
(1989)
Singles
1. You Got It
Sortie : janvier 1989
2. She's a Mystery to Me
Sortie : février 1989
3. California Blue
Sortie : 1989

Mystery Girl est le 22e album studio du chanteur de rock 'n' roll américain Roy Orbison sorti à titre posthume le 7 février 1989.
Roy Orbison a tout juste achevé l'enregistrement du disque en novembre 1988 lorsqu'il succombe à une crise cardiaque le 6 décembre 1988 à l'âge de 52 ans.
Salué par la critique, l'album est également le plus vendu de la carrière du chanteur,. Il contient trois chansons à succès, extraites en singles: You Got It, She's a Mystery to Me qui est écrite et composée par Bono et The Edge du groupe U2, et California Blue.
De nombreux musiciens participent à l'album, parmi lesquels Jeff Lynne, Tom Petty et George Harrison avec qui Roy Orbison a enregistré sous le nom de Traveling Wilburys l'album Traveling Wilburys Vol. 1 au milieu des séances de Mystery Girl,. Plusieurs membres des Heartbreakers, le groupe accompagnant Tom Petty, sont aussi présents. 
L'album est réédité en 2014, à l'occasion des 25 ans de sa sortie, avec une chanson inédite, The Way Is Love et plusieurs démos.

## Liste des titres
| No  | Titre                       | Auteur                                    | Durée |
| --- | --------------------------- | ----------------------------------------- | ----- |
| 1.  | You Got It                  | - Roy Orbison - Jeff Lynne - Tom Petty    | 3:30  |
| 2.  | In the Real World           | - Richard Kerr - Will Jennings            | 3:44  |
| 3.  | (All I Can Do Is) Dream You | - Billy Burnette - David Malloy           | 3:39  |
| 4.  | A Love So Beautiful         | - Orbison - Lynne                         | 3:33  |
| 5.  | California Blue             | - Orbison - Lynne - Petty                 | 3:57  |
| 6.  | She's a Mystery to Me       | - David Evans - Paul Hewson               | 4:16  |
| 7.  | The Comedians               | Elvis Costello                            | 3:26  |
| 8.  | The Only One                | - Wesley Orbison - Craig Wiseman          | 3:55  |
| 9.  | Windsurfer                  | - Orbison - Bill Dees                     | 4:01  |
| 10. | Careless Heart              | - Orbison - Diane Warren - Albert Hammond | 4:08  |

| 11. | You May Feel Me Crying | - Kerr - Jennings | 4:14 |

| 11. | The Way Is Love                           | - Orbison - Dees           | 4:12 |
| 12. | She's a Mystery to Me (Studio demo)       | - Evans - Hewson           | 4:51 |
| 13. | (All I Can Do Is) Dream You (Studio demo) | - Burnette - Malloy        | 4:34 |
| 14. | The Only One (Studio demo)                | - Wesley Orbison - Wiseman | 5:12 |
| 15. | The Comedians (Studio demo)               | Costello                   | 3:25 |
| 16. | In the Real World (Studio demo)           | - Kerr - Jennings          | 3:38 |
| 17. | California Blue (Studio demo)             | - Orbison - Lynne - Petty  | 4:42 |
| 18. | Windsurfer (Work-tape demo)               | - Orbison - Dees           | 3:50 |
| 19. | You Are My Love (Work-tape demo)          | - Orbison - Dees           | 2:35 |

## Musiciens
Principaux contributeurs
- Roy Orbison – chant, chœurs, guitare acoustique (titres 1, 2, 4, 5, 8, 10) guitare électrique (titre 6)
- Jeff Lynne – guitare électrique (titres 1 et 5), guitare acoustique (titre 4), claviers (titres 1, 4, 5), piano (titre 1), basse (titres 1, 4, 5), chœurs (titres 1, 4, 5, 9)
- Tom Petty – guitare acoustique (titres 1 et 5), chœurs  (titres 1, 2, 5)
- Mike Campbell – guitare électrique (titres 2 et 10), guitare acoustique (titres 5, 9, 10), basse (titres 2 et 10), mandoline (titre 5)
- Jim Keltner – batterie (titres 2, 6, 7, 8, 9, 10)
- Howie Epstein – basse (titres 6, 8, 9), chœurs (titres 2, 8, 9, 10)
- Benmont Tench – piano (titres 6, 8, 9, 10), orgue (titre 8), cordes (titre 6)

Musiciens additionnels
- Phil Jones – batterie et percussions (titre 1)
- Michael Utley – arrangements cordes (titres 1, 2, 7, 9)
- Barbara Orbison et Roy Orbison Jr. – chœurs (titre 2)
- Al Kooper – orgue (titre 2)
- Billy Burnette – guitare acoustique et chœurs (titre 3)
- Rick Vito – guitare électrique, chœurs et bottleneck (titre 9)
- Tom "T-Bone" Wolk – basse (titre 3)
- Buell Neidlinger – basse acoustique (titres 3 et 7)
- Mickey Curry – batterie (titre 3)
- George Harrison – guitare acoustique (titre 4)
- Ray Cooper – batterie (titre 4)
- Louis Clark – arrangements cordes (titres 4 et 5)
- Ian Wallace – batterie et percussions (titre 5)
- Bono – guitare électrique (titre 6)
- David Rhodes – guitare électrique (titre 7)
- T-Bone Burnett – guitare électrique (titre 7)
- Mitchell Froom – piano (titre 7)
- Jerry Scheff – contrebasse (titre 7)
- David Miner – contrebasse (titre 7)
- Gary Coleman – percussion (titre 7)
- Steve Cropper – guitare électrique (titre 8)
- The Memphis Horns – cuivres (titre 8)

## Classements hebdomadaires
| Classement (1989)             | Meilleure position |
| ----------------------------- | ------------------ |
| Allemagne (Media Control AG)  | 4                  |
| Australie (ARIA)              | 1                  |
| Autriche (Ö3 Austria Top 40)  | 4                  |
| Canada (RPM Top Albums)       | 4                  |
| États-Unis (Billboard 200)    | 5                  |
| Norvège (VG-lista)            | 1                  |
| Nouvelle-Zélande (RIANZ)      | 7                  |
| Pays-Bas (Mega Album Top 100) | 1                  |
| Royaume-Uni (UK Albums Chart) | 2                  |
| Suède (Sverigetopplistan)     | 1                  |
| Suisse (Schweizer Hitparade)  | 3                  |

Réédition de 2014
| Classement (2014)             | Meilleure position |
| ----------------------------- | ------------------ |
| Belgique (Flandre Ultratop)   | 32                 |
| Belgique (Wallonie Ultratop)  | 128                |
| Pays-Bas (Mega Album Top 100) | 39                 |
| Royaume-Uni (UK Albums Chart) | 90                 |

## Certifications
| Pays                    | Certification | Unités certifiées |
| ----------------------- | ------------- | ----------------- |
| Allemagne (BVMI)        | Or            | 250 000           |
| Australie (ARIA)        | 3 × Platine   | 210 000           |
| Canada (Music Canada)   | 3 × Platine   | 300 000           |
| États-Unis (RIAA)       | Platine       | 1 000 000         |
| Finlande (IFPI)         | Or            | 48 518            |
| Nouvelle-Zélande (RMNZ) | Platine       | 15 000            |
| Pays-Bas (NVPI)         | Platine       | 100 000           |
| Royaume-Uni (BPI)       | Platine       | 300 000           |
| Suède (GLF)             | Or            | 50 000            |
| Suisse (IFPI)           | Or            | 25 000            |